# Kersaint-Plabennec
Kersaint-Plabennec is een gemeente in het Franse departement Finistère (regio Bretagne). De plaats maakt deel uit van het arrondissement Brest. Kersaint-Plabennec telde op 1 januari 2022 1.537 inwoners.

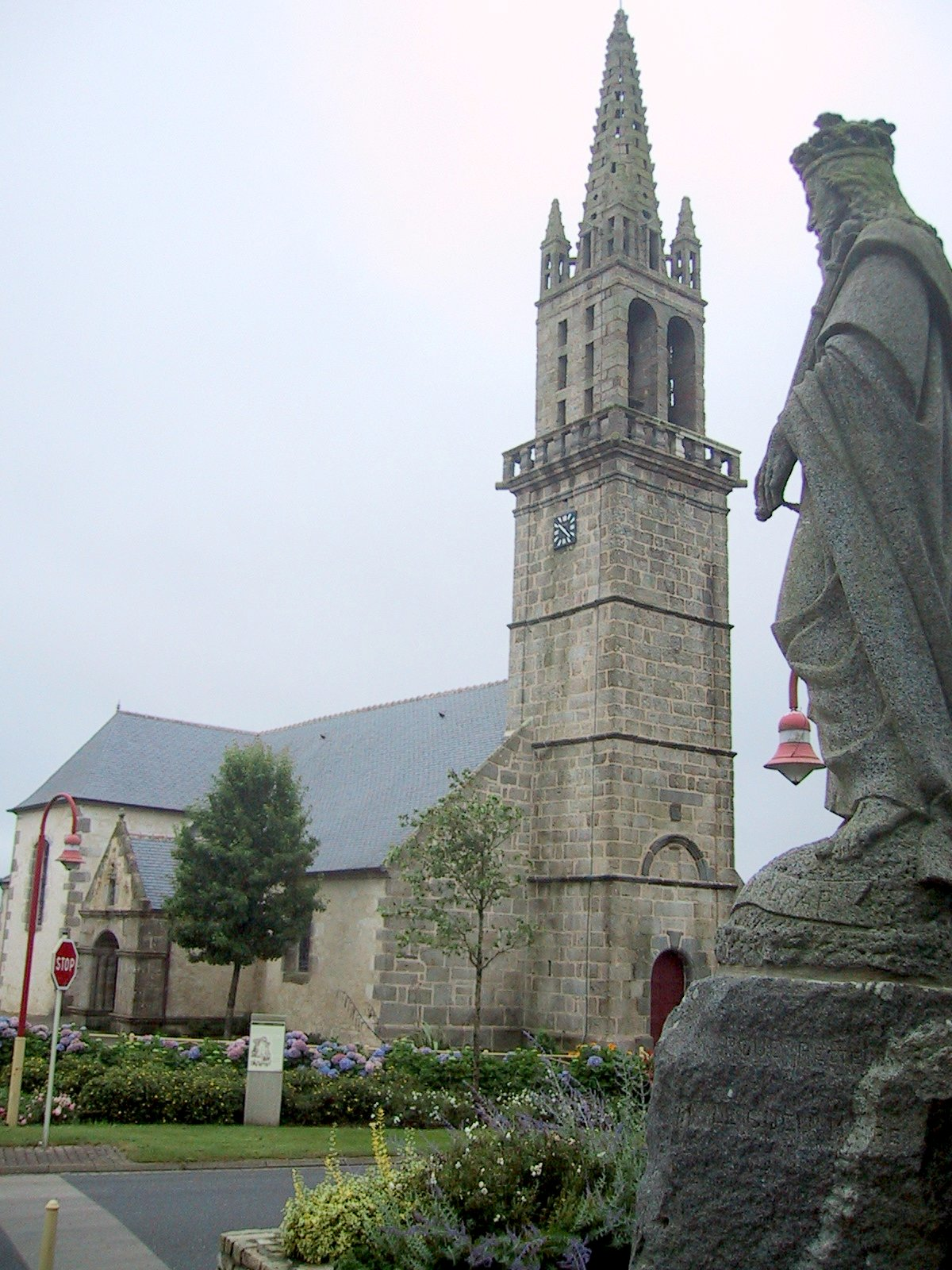
Kerk in Kersaint-Plabennec
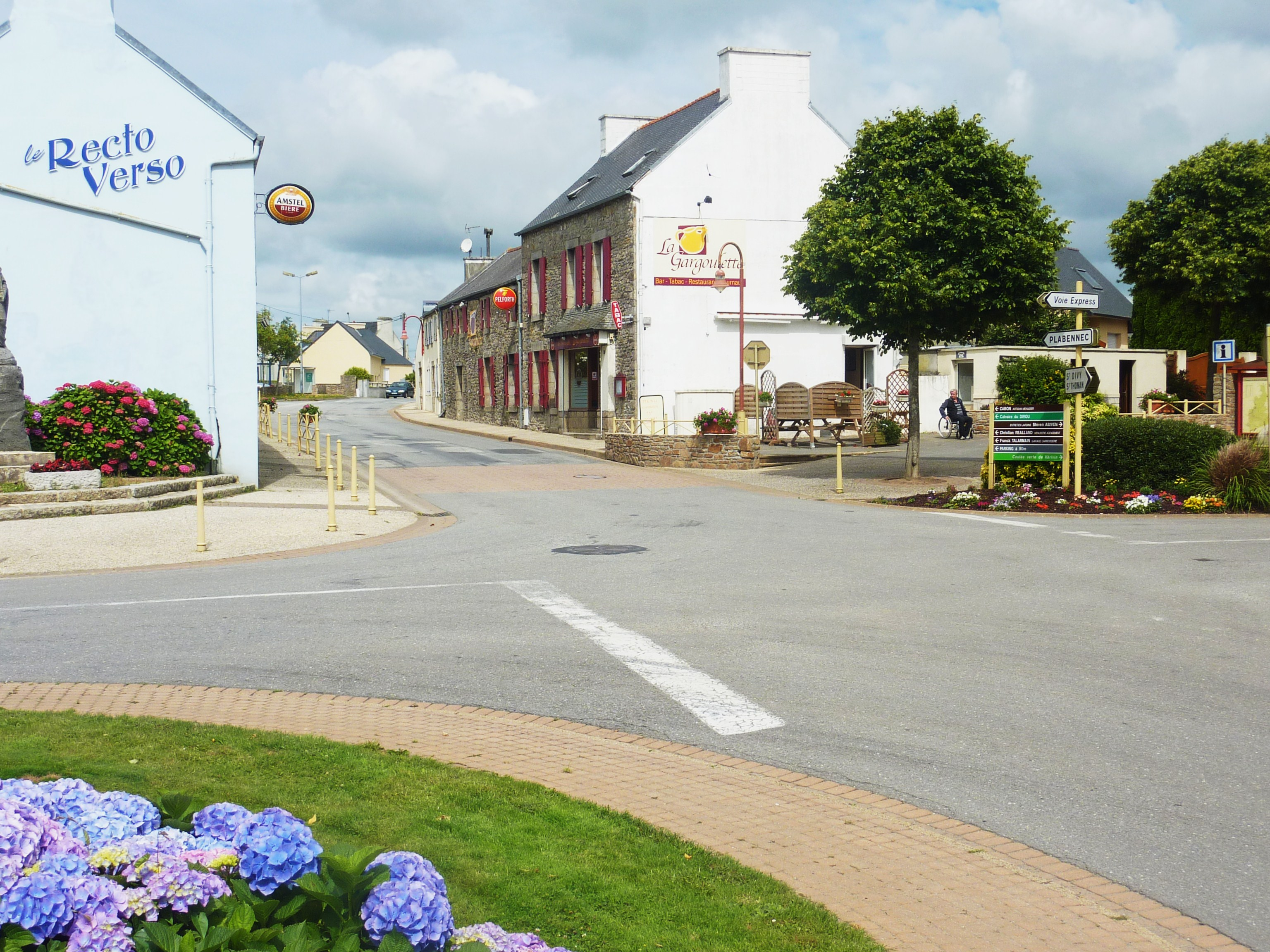
Kersaint-Plabennec
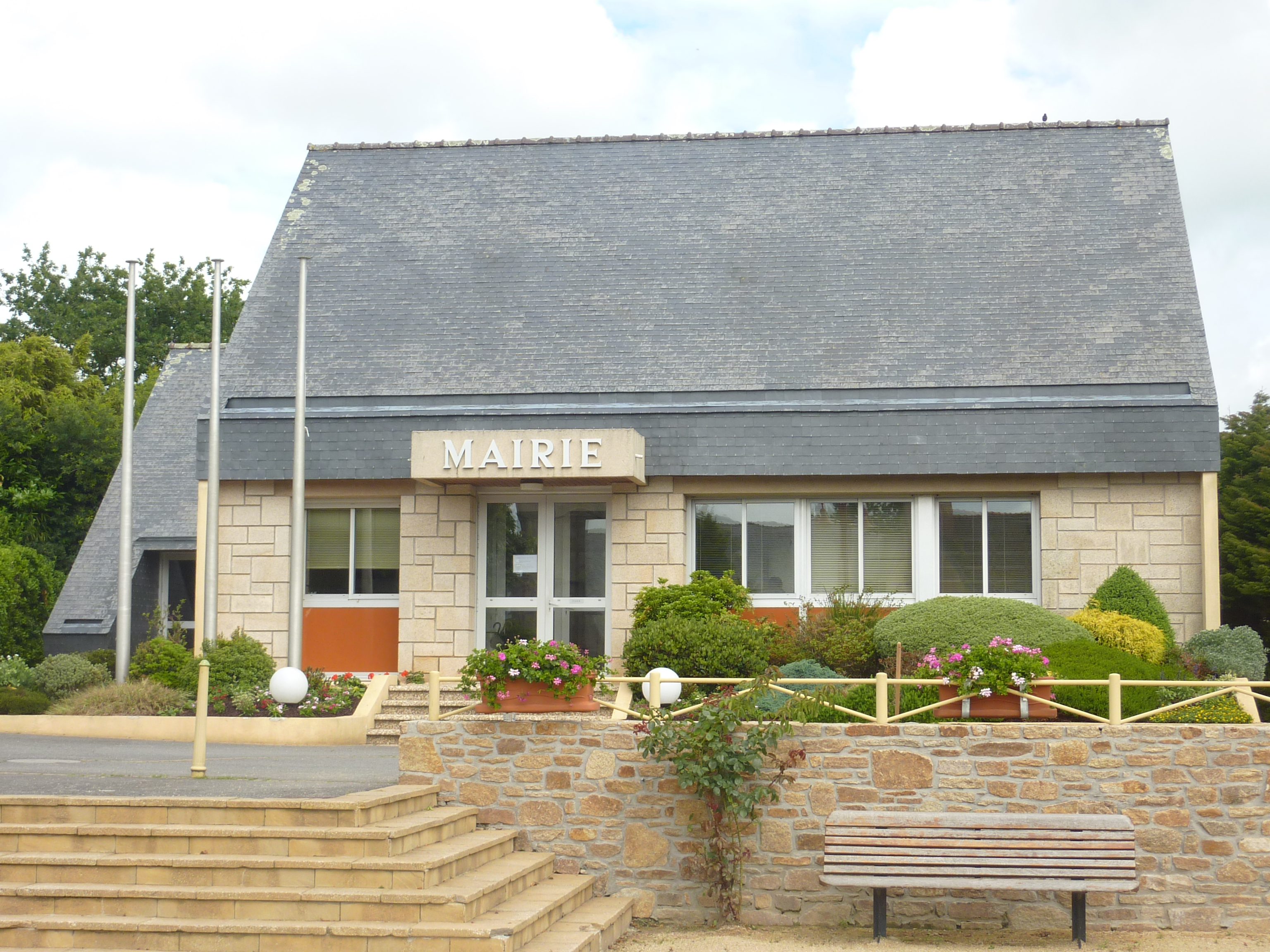
Gemeentehuis

## Geografie
De oppervlakte van Kersaint-Plabennec bedroeg op 1 januari 2022 11,95 vierkante kilometer; de bevolkingsdichtheid was toen 128,6 inwoners per km².

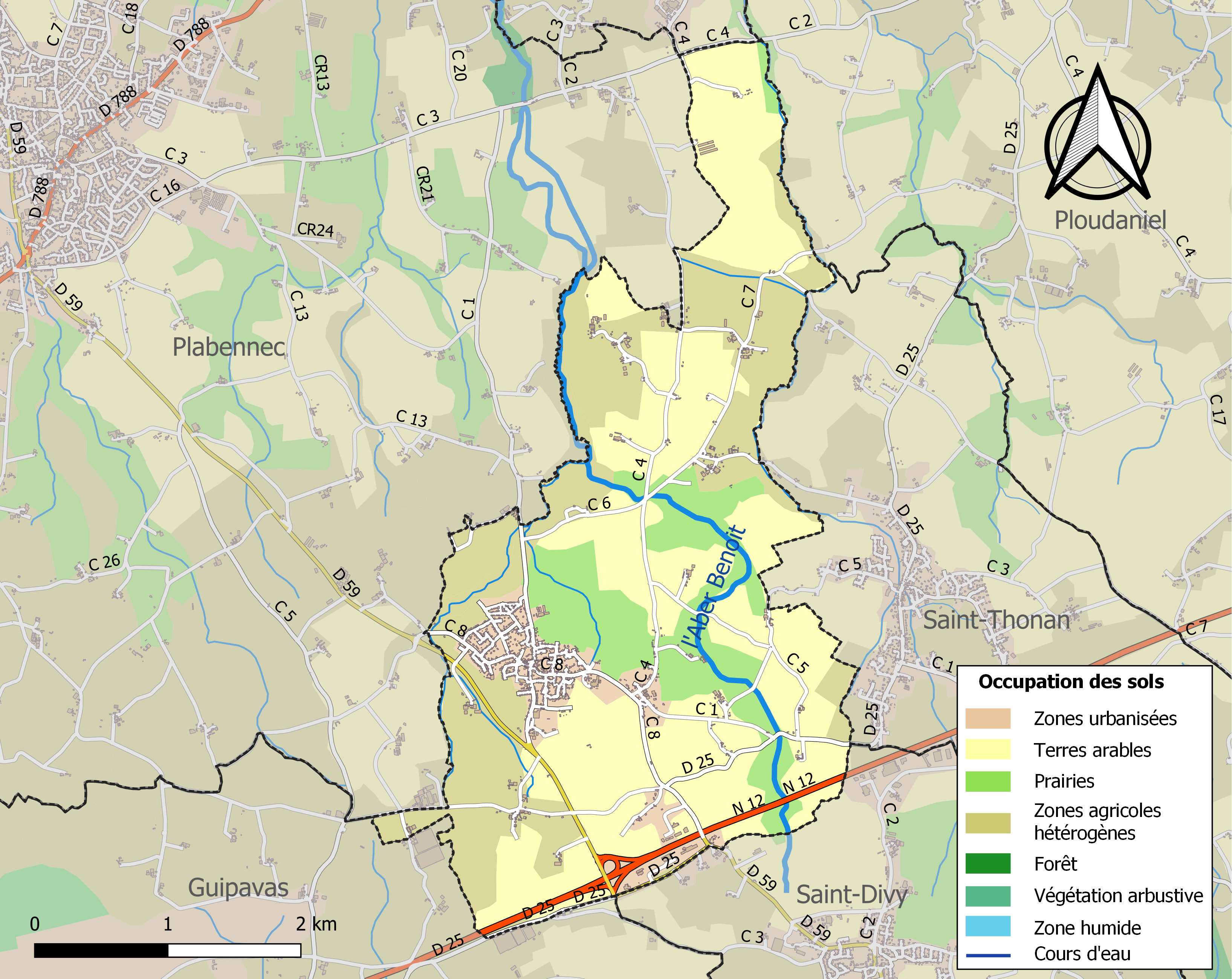
Kaart van de gemeente met belangrijkste infrastructuur, bodemgebruik en omliggende gemeenten

## Demografie
Onderstaande figuur toont het verloop van het inwonertal (bron: INSEE-tellingen).